# 3-isopropilmalato deshidratasa
La 3-isopropilmalato deshidratasa (EC 4.2.1.33) es una enzima de la familia de la aconitasa que cataliza la segunda reacción de la biosíntesis del aminoácido esencial leucina:
(2S)-2-isopropilmaleato + H2O {\displaystyle \rightleftharpoons } (2S)-2-isopropilmalato
También cataliza la reacción:
(2R,3S)-3-isopropilmalato <=> (2S)-2-isopropilmaleato + H2O
Se presenta como heterodímero de una subunidad LeuC y una subunidad LeuD. Como cofactor utiliza un clúster de 4Fe-4S por subunidad.